# Liste der gefallenen Adeligen auf Habsburger Seite in der Schlacht bei Sempach/D

## D
| Geschlecht                      | Vorname(n)                 | Einheitsname        | Stammsitz      | abweichende Schreibweisen                          | Quelle(n) | Anmerkungen | Wappen |
| ------------------------------- | -------------------------- | ------------------- | -------------- | -------------------------------------------------- | --- | --- | ------ |
| Deck                            | Conrad                     | siehe Teck          |                |                                                    | | |        |
| Dägerfeld; Degerfeld; Degerfelt |                            | siehe Tegerfelden   |                |                                                    | | |        |
| Dick                            | Walter; Walther; Waltherus | Walter von der Dick | Elsass         | Deck; Decke; Deke; Dicke; Dickh; Digh; Dycke; Tick | • Luzerner Chronik von Melchior Russ, 1482 • Oesterreichische Chronik des Veit Arenpeck, 1488–1495 • Johann Viler: Chronica von Keisern, Paepsten, Eidgenossenschaft und Elsass • Jakob Twinger von Königshofen, Stiftsherr zu Straßburg • Eydgnössisch-schweytzerischer Regiments Ehren-Spiegel; Oesterreichische Verlustliste, ca. 1484 • Petermann Etterlin´s Chronik, Basel, 1507 • Stuttgarter Annalen; Thurgauer Chronik; Anonyme österreichische Chronik in Stuttgart, Handschrift 16. Jh. • Breisgauische Liederhandschrift, 1445 • Stadtchronik von Bern und Conrad Justingers Berner-Chroni, 1414/1420 • Conrad Schnitt: Wappenbuch der Baslerischen Geschlechter, 1530 • Frankfurter Verlustliste • Aegidius Tschudi: Chronicon Helveticum • Liste des Christian Wurstisen, nach 1580 | Freyherr; Walter von der Dick tritt zusammen mit Ulman von Pfirt und Burkart Münch als Unterhändler für die über Basel verhängte Reichsacht im Jahre 1376 auf. Walter von der Dick war 1377 Landvogt im Breisgau. Als Landrichter im Oberelsass wird er 1382 erwähnt. |        |
| Diepolt?                        | Ulrich                     | Ulrich Diepolt      | Elsass         |                                                    | Anonyme österreichische Chronik in Stuttgart, Handschrift 16. Jh. | wird lediglich dieses eine Mal aufgeführt. |        |
| Dietrich                        | Conradt, Cunrat            | Conradt Dietrich    | Aarau / Aargau |                                                    | Oesterreichische Verlustliste, 1488 • Aegidius Tschudi: Chronicon Helveticum | |        |
| Dietscher?                      | Lütfried                   | Lütfried Dietscher  | Ortenau?       |                                                    | Oesterreichische Verlustliste, 1488 | "diese warent uss Mortnow" wohl Ortenau. Lediglich einmal genannt. |        |
| Dotth?                          | Claus                      | Claus Dotth         |                |                                                    | Oesterreichische Verlustliste, 1488 | "selb xij "; lediglich einmal genannt. |        |
| Dürikon?                        | Conrad                     | siehe Thüringen     |                |                                                    | Schlachtkapelle Sempach | |        |
| Dürmenstein; Durnstain          |                            | siehe Tirmenstein   |                |                                                    | | |        |